# Acchiappatopi
(Il primo Ratcatcher a sua figlia Cleo Cazo nel flashback del film The Suicide Squad - Missione suicida)
L'Acchiappatopi (Ratcatcher) è un personaggio dei fumetti DC Comics, un criminale nemico ricorrente di Batman.

## Biografia del personaggio
Lavorando presso l'ufficio d'igiene di Gotham City, Otis Flannigan imparò ad addestrare e a controllare i topi a suo piacimento. Dopo aver ucciso accidentalmente un uomo in una rissa, venne rinchiuso nel penitenziario di Gotham per dieci anni: una volta uscito rapì i quattro funzionari responsabili della sua condanna , tenendoli per cinque anni come prigionieri nelle fogne torturandoli ripetutamente con i suoi roditori. In questo periodo impazzì completamente e assunse l'identità dell'Acchiappatopi. I suoi piani vennero sventati da Batman, che dopo aver trovato il cadavere di uno dei quattro prigionieri lo raggiunse nel suo covo e lo sconfisse.
Tornato in prigione, tentò la fuga utilizzando i suoi topi, ma venne fermato da Dick Grayson, che al tempo indossava il manto dell'uomo pipistrello dopo gli eventi di Batman: Knightfall. Divenuto un nemico ricorrente ma minore dell'uomo pipistrello, Acchiappatopi morì durante gli eventi di Crisi infinita, venendo polverizzato da un'unità OMAC sotto le spoglie di uno dei barboni con cui si era alleato.

## Poteri e abilità
Flannigan è in grado di comunicare e controllare veri e propri eserciti di topi, con i quali può commettere i più svariati misfatti utilizzandoli per attaccare i suoi nemici o rubare vari oggetti.
Egli inoltre ha la completa conoscenza delle fognature di Gotham, tanto da poterle usare come rifugio più volte. Inoltre ha studiato la piantina di Blackgate: in questo modo può usare facilmente i suoi topi per contrabbandare oggetti nella prigione e trovare nuove vie di fuga.
Acchiappatopi usa spesso armi a gas per contrastare i suoi nemici. Non è molto ferrato nel corpo a corpo, venendo sconfitto da Batman con estrema facilità.

## Altri media

### Cinema
- La versione femminile del personaggio, Cleo Cazo / Ratcatcher II, compare per la prima volta come seconda protagonista nel film del DC Extended Universe The Suicide Squad - Missione suicida, interpretata dall'attrice Daniela Melchior. Taika Waititi ha un cameo nel film come suo padre, il primo Ratcatcher che ha addestrato Cleo da bambina. Nata in Portogallo, Cleo visse come una barbona insieme al padre, addestrando topi per rubare piccoli oggetti con cui vivere. L'uomo crebbe amorevolmente la figlia e costruì per lei un marchingegno in grado di controllare i ratti, ma finì col morire di overdose per la sua dipendenza da eroina. Trasferitasi in America Cleo divenne una ladra per vivere, usando il suo strumento per controllare i ratti e adottando lo pseudonimo Ratcatcher II (scegliendo il numero in onore di suo padre). La ragazza venne tuttavia arrestata per rapina a mano armata (nonostante usasse solo i suoi ratti durante i colpi) e finì nel carcere di Belle Reve insieme al suo fido animale domestico, il topo Sebastian. Reclutata nella Squadra Suicida, Cleo appare come una ragazza energica e dotata di grande empatia per via della sua vita passata, ma è anche assolutamente inadatta alle pericolose missioni e agli squilibrati criminali che caratterizzano il gruppo: riesce tuttavia a stringere amicizia con quasi tutti i compagni, in particolare il metaumano Polka-Dot Man e l'infantile King Shark (che pure aveva provato a mangiarla), sviluppando inoltre un rapporto filiale con il mercenario Bloodsport. Nel corso della missione ella assiste all'omicidio del colonnello Rick Flag da parte di Peacemaker e rischia di essere a sua volta uccisa dall'ex compagno, venendo salvata da Bloodsport. Nello scontro finale con il terribile alieno Starro il Conquistatore, Cleo assiste alla morte di Polka-Dot Man e rischia fare la stessa fine venendo nuovamente salvata da Bloodsport: credendo finalmente in sé stessa e ricordando le parole del padre, che le aveva parlato di come anche dei reietti come loro avessero uno scopo, la ragazza riesce ad uccidere l'alieno aizzandogli contro tutti i topi dell'isola di Corto Maltese, anche grazie all'aiuto della compagna di squadra Harley Quinn. Inoltre, grazie all'intervento di Bloodsport, che ricatta Waller con le prove del coinvolgimento americano negli esperimenti su Starro, Cleo viene liberata insieme agli altri superstiti della missione e lascia l'isola insieme ai compagni conservando un brandello del costume di Polka-Dot Man.

### Televisione
- Un personaggio simile di nome Patrick Fitz, alias Ratboy, appare nell'episodio della serie animata Batman of the Future, intitolato "Un mondo sotterraneo".
- Nella quinta stagione della serie televisiva Gotham vi è un personaggio, Sykes (interpretato da Alex Mor), che nell'aspetto e nel comportamento rimanda fortemente ad Acchiappatopi.
- Il personaggio compare anche nella serie animata per adulti Harley Quinn.
- L'Acchiappatopi ricompare nuovamente nell'anime Suicide Squad Isekai.

### Videogiochi
- Appare nel videogioco Batman: Dark Tomorrow (2003).
- Nel videogioco Batman: Arkham Asylum (2009), si può sbloccare la sua biografia, risolvendo gli indovinelli dell'Enigmista. Nel seguito Batman: Arkham City in una delle storie sbloccabili con gli indovinelli dell'enigmista si apprende la storia di Acchiappatopi: finito nella città-prigione, egli iniziò a vendere beni di prima necessità ai detenuti, ma venne catturato dagli uomini del Pinguino, deciso a rubargli il buissness, e venne presumibilmente ucciso nel suo locale, l'Iceberg Lounge.